# Mike Spiteri
Mike Spiteri (eigentlich: Michael Spiteri) (* 1955 in Żabbar) ist ein maltesischer Pop-Rock-Sänger.

## Hintergrund
Als Gewinner der maltesischen Vorauswahl Maltasong 1995 durfte er den Inselstaat beim Eurovision Song Contest 1995 in Dublin vertreten. Mit dem Pop-Rocksong Keep me in Mind erreichte er einen zehnten Platz.
Er blieb weiterhin als Sänger, vor allem auf Malta, aktiv.